# Negobratina
Negobratina este un sat din comuna Bijelo Polje, Muntenegru. Conform datelor de la recensământul din 2003, localitatea are 72 de locuitori (la recensământul din 1991 erau 101 locuitori).

## Demografie
În satul Negobratina locuiesc 50 de persoane adulte, iar vârsta medie a populației este de 31,0 de ani (31,9 la bărbați și 29,9 la femei). În localitate sunt 18 gospodării, iar numărul mediu de membri în gospodărie este de 4,00.
|  |

| Demografie | Demografie | Demografie |
| An         | Locuitori  | Locuitori  |
| ---------- | ---------- | ---------- |
|            |            |            |
|            |            |            |
|            |            |            |
|            |            |            |
| 1948       | 184        |            |
| 1953       | 173        |            |
| 1961       | 163        |            |
| 1971       | 148        |            |
| 1981       | 177        |            |
| 1991       | 101        | 101        |
| 2003       | 100        | 72         |

| \| Componența etnică conform recensământului din 2003[2] \| Componența etnică conform recensământului din 2003[2] \| Componența etnică conform recensământului din 2003[2] \| Componența etnică conform recensământului din 2003[2] \| Componența etnică conform recensământului din 2003[2] \| \| ----------------------------------------------------- \| ----------------------------------------------------- \| ----------------------------------------------------- \| ----------------------------------------------------- \| ----------------------------------------------------- \| \| \| \| \| \| \| \| Bosniaci \| Bosniaci \| \| 72 \| 100% \| \| necunoscută \| necunoscută \| \| 0 \| 0% \| |             |  |    |      |
| Componența etnică conform recensământului din 2003 |             |  |    |      |
| |             |  |    |      |
| Bosniaci | Bosniaci    |  | 72 | 100% |
| necunoscută | necunoscută |  | 0  | 0%   |